# The War
The War es el cuarto álbum de estudio del grupo surcoreano EXO, lanzado digitalmente el 18 de julio de 2017 y físicamente el 19 de julio a nivel mundial por SM Entertainment con distribución a través de Genie Music, una subsidiaria de KT Corporation. El álbum consta de nueve canciones, incluyendo el sencillo principal «Ko Ko Bop». El disco rompió récords en el momento de su lanzamiento, al obtener el mayor número de preórdenes para un álbum de K-pop con más de 800 000 copias físicas.  Además, se convirtió en el cuarto álbum de estudio consecutivo del grupo en vender más de un millón de copias, logrando esta hazaña tan solo veinticuatro días después de su lanzamiento. El 5 de septiembre de 2017, la discográfica lanzó una reedición del álbum bajo el título The War: The Power of Music.

## Antecedentes y lanzamiento
Durante una conferencia de prensa el 28 de mayo de 2017 referente la gira EXO Planet 3 ─ The EXO'rDIUM, Baekhyun, el vocalista principal del grupo, reveló que el sencillo del próximo álbum ya estaba terminado, y tanto el grupo como la agencia estaban satisfechos con el resultado. En una entrevista con Billboard ese mismo mes, el líder Suho adelantó que EXO muy probablemente volvería a los escenarios «en días calurosos». Al mes siguiente, un representante de SM Entertainment confirmó que el regreso sería en verano. Sin embargo, el 23 de junio, la discográfica anunció que el integrante Lay no participaría en este regreso debido a sus actividades en China, las cuales coincidieron con las del grupo.
El primer teaser del videoclip de «Ko Ko Bop»  fue revelado durante un concierto de la gira SM Town Live World Tour VI. A partir del 9 de junio, S.M. comenzó a publicar teasers individuales de los integrantes, donde fueron revelados fragmentos de las demás canciones. El título del álbum fue revelado como The War el 10 de julio por la agencia del grupo y lanzado digitalmente el 18 de julio y físicamente el día 19. Las preventas para el álbum comenzaron el 10 de julio, y las compras causaron la caída de Synnara y el bloqueo temporal de los servidores del sitio. Al día siguiente, Synnara reveló que habrá tres versiones, —regular A, regular B, y privada—, tanto para la versión coreana como en mandarín. La versión privada tiene contenidos exclusivos como fotos tomadas por los propios miembros, comentarios de ellos sobre las canciones, y notas de los productores y del grupo acerca del álbum.
Durante una transmisión realizada el 20 de julio, Baekhyun confirmó que el grupo lanzaría una reedición del álbum. Añadió que: «Ko Ko Bop es exactamente lo que es, una víspera o una pre-secuela. El título de nuestro nuevo álbum es The War (en español: La guerra). Usted puede vernos aprovechando la noche antes de comenzar la lucha, para ir hacia la verdadera guerra. En ese momento, esa es la punta del iceberg. Cuando escuchamos sobre el concepto, pensamos: esa es la S.M. para ustedes. Su planeamiento explotó mi mente.» El 21 de agosto de 2017, S.M. Entertainment, confirmó que EXO planeaba hacer su regreso con una reedición para The War a principios de septiembre. S.M. comenzó a lanzar teasers de la reedición del álbum con el mensaje «The Power of Music». El primer teaser titulado #Total_Eclipse fue lanzado el 21 de agosto de 2017 al mismo tiempo que sucedió el eclipse solar del 21 de agosto de 2017. El segundo teaser fue lanzado el 28 de agosto titulado «Parallel_Universe». El tercer teaser titulado «Power # RF_05» fue lanzado el 30 de agosto. El mismo día, el título de la reedición fue revelado como The War: The Power of Music y que sería lanzado el 5 de septiembre de 2017 con doce canciones incluyendo el sencillo «Power». El 31 de agosto, se reveló que el álbum incluye tres nuevas canciones: «Power», «Sweet Lies» y «Boomerang», junto con las nueve canciones originales de The War.

## Promoción
En febrero de 2017, el líder de EXO, Suho, dijo que los miembros estaban planeando promocionarse activamente en 2017, dando inicio las mismas durante el verano coreano del mismo año. Para divulgar el regreso del grupo en las redes sociales, se crearon páginas oficiales en Facebook, Instagram, Twitter y Weibo, donde publicaron el teaser anteriormente lanzado durante la gira SM Town Live World Tour VI y los demás teasers individuales. En Twitter, el grupo utilizó Instant Unlock, que permite a los usuarios ver vídeos y contenidos especiales para divulgarlo. Para conseguir acceso al vídeo, fue necesario que los usuarios del sitio eligieran un hashtag ─#EXO, #KoKoBop, o #TheWAREXO─y tuitearan sobre la misma, consiguiendo ser tendencia mundialmente.
De 14 a 16 de julio, los fanáticos podrán escuchar el sencillo antes de su lanzamiento en COEX Artium con sonido 3D en realidad virtual. EXO realizó una transmisión especial titulada Ko Ko Bop on One Night Summer a través de la aplicación V de Naver dos horas después del lanzamiento del álbum, donde conversaron sobre asuntos variados referentes a su lanzamiento y producción. Sus promociones en programas musicales iniciaron en M! Countdown interpretando el sencillo del álbum y «전야 (The Eve)». Las promociones finalizaron el 13 de agosto, obteniendo once trofeos en programas de música. EXO también interpretó sus nuevas canciones en Hong Kong durante el SM Town Live World Tour VI el 5 de agosto y «Ko Ko Bop» y «The Eve» en Music Bank World Tour en Yakarta el 2 de septiembre. El 6 de septiembre, EXO organizó una mini reunión de fanes donde interpretaron «Power» por primera vez. Comenzaron las promociones de la reedición en programas musicales desde el 7 de septiembre en M! Countdown.  El 15 de septiembre, EXO también interpretó «Ko Ko Bop», «The Eve» y «Power» durante Lotte Duty Free Family Festival en Seúl.

## Sencillos

### «Ko Ko Bop»
«Ko Ko Bop» se posicionó en el primer lugar de Melon Realtime Chart, convirtiendo a EXO en el primer grupo de K-pop en entrar en la primera posición de la lista después de que los cambios en la lista se implementaron el 27 de febrero de 2017. Las otras canciones del álbum entraron en el top 9. Se informó de que varios servidores cayeron, debido al gran número de aficionados que ingresaban a las páginas web. «Ko Ko Bop», además, superó las 155 listas de iTunes en todo el mundo, incluyendo las listas de K-pop y de pop, así como las listas de todos los géneros.
«Ko Ko Bop» encabezó en la lista digital de Gaon durante cuatro semanas consecutivas, haciendo a EXO el primer artista que lo logró en 2017. EXO también se convirtió en el tercer grupo de ídolos en posicionarse en el primer lugar de Gaon durante cuatro semanas, así como el único grupo de ídolos masculinos. La canción también se ubicó en el primer lugar de Gaon Monthly Chart en agosto, convirtiendo a EXO en el primer grupo en 2017 y en el quinto grupo de chicos desde 2012 en posicionarse dentro del primer lugar.

### «Power»
El 14 de septiembre, la canción de EXO, «Power», obtuvo la puntuación más alta de todos los tiempos en M! Countdown con 11 000 puntos, convirtiendo a EXO en el primer artista en lograr una puntuación perfecta después de que los cambios del sistema fueran implementados en junio de 2015. La victoria también marca su centésimo triunfo en programas musicales.

## Desempeño comercial

### The War
Antes de su lanzamiento, The War obtuvo un récord de 807 235 de copias físicas pre-ordenadas, convirtiéndose en el álbum de K-pop con el mayor número de pre-órdenes en ese momento. Una semana después de su lanzamiento, el álbum vendió más de 600 000 copias físicas y según Hanteo, EXO bateó su propio récord, superando el récord anterior de 522 300 copias gracias a Ex'Act. The War estuvo en el primer lugar de Billboard World Album Chart por dos semanas consecutivas, y en Gaon Album Chart durante tres semanas consecutivas.
The War se posicionó en el primer lugar en iTunes en 51 países en total, incluyendo en Israel, Canadá, Hong Kong, Japón, Rusia, Rumania, Filipinas, Taiwán, Irlanda, Polonia, México y más; durante el mismo tiempo. Apple Music eligió a The War como el «El mejor de la semana».
Según Osen, EXO ha obtenido ventas de álbumes de aproximadamente 1 012 021 de copias en el lapso de veinticuatro días, haciendo de The War el álbum más rápido en la historia de Gaon Chart en lograr este hito, y el más rápido desde g.o.d. EXO también rompió otro récord al convertirse en el segundo artista coreano en lograr cuatro millones de ventas seguidas. En 2013, EXO estableció el récord de un millón de ventas con XOXO, que fue el primer álbum en ganar un millón de ventas en doce años. Luego en 2015, su segundo álbum de la estudio, EXODUS vendió más de un millón de copias. Después de ese año, en 2016, Ex'Act marcó el tercer millón de ventas de EXO.

### The War: The Power of Music
The War: The Power of Music se posicionó en el primer lugar de la lista de álbumes de Gaon de Corea del Sur durante dos semanas consecutivas. Además, las versiones en coreano y chino del álbum debutaron en el número uno y dos, respectivamente, en las listas de álbumes semanales de YinYueTai China. El disco se posicionó en el primer lugar de iTunes en 33 países en total, incluyendo España, Japón, Indonesia, Rusia, Hong Kong, Finlandia, Dinamarca, Polonia, México y Malasia. El álbum también llegó al top 10 de las listas de iTunes en 53 países, incluyendo Estados Unidos, Canadá, Australia, Gran Bretaña y Francia.

## Lista de canciones
| The War ─ Versión coreana |                                     |                                           | |          |  |
| N.º                       | Título                              | Letras                                    | Música                                                                                              | Duración |  |
| 1.                        | «전야 (The Eve)»                    | Hwang Yoo Bin                             | Mike Woods, Kevin White, Andrew Bazzi, MZMC, Henry, Rice n' Peas                                    | 2:56     |  |
| 2.                        | «Ko Ko Bop»                         | Chen, Chanyeol, Baekhyun, JQ Hyun, Ji Won | Kaelyn Behr, Tay Jasper, Shaylen Carroll, MZMC, Styalz Fuego                                        | 3:10     |  |
| 3.                        | «What U Do?»                        | Kenzie                                    | Kenzie, Ronny Svendsen, Justin Stein                                                                | 3:51     |  |
| 4.                        | «Forever»                           | Kenzie, Adrian McKinnon                   | Kenzie, LDN Noise, Adrian Mckinnon                                                                  | 3:51     |  |
| 5.                        | «다이아몬드 (Diamond)»              | Jo Yoon Kyung                             | Harvey Mason Jr., Michael Wyckoff, Britt Burton, Patrick «J. Que» Smith, Dewain Whitmore            | 3:31     |  |
| 6.                        | «너의 손짓 (Touch It)»              | Chen, Jo Yoon Kyung                       | Carlos Battey, Steven Battey, David Delazyn, Chaz Mishan, Denzil «DR» Remedios, Ryan S. Jhun        | 3:30     |  |
| 7.                        | «소름 (Chill)»                      | Chanyeol, Seo Ji Eum                      | Darius Bryant, Julien Maurice Moore, G.Soul, Tay Jasper, Otha «Vakseen» Davis III, MZMC, Droyd      | 3:08     |  |
| 8.                        | «기억을 걷는 밤 (Walk On Memories)» | Lee Seu Ran                               | Justin Reinstein, Wassily Gradovsky                                                                 | 3:52     |  |
| 9.                        | «내가 미쳐 (Going Crazy)»           | JQ, Seolim                                | Shim Jae Won, Shaun, Wilbart «Vedo» McCoy III, Paul «Marz» Thompson, MZMC, Otha «Vakseen» Davis III | 3:46     |  |
| 31:35                     |                                     |                                           | |          |  |

| The War ─ Versión china |                               |                | |          |  |
| N.º                     | Título                        | Letras         | Música                                                                                              | Duración |  |
| 1.                      | «破风 (The Eve)»              | Wang Jung Un   | Mike Woods, Kevin White, Andrew Bazzi, MZMC, Henry, Rice n' Peas                                    | 2:56     |  |
| 2.                      | «叩叩趴 (Ko Ko Bop)»          | Shim Baek Saek | Kaelyn Behr, Tay Jasper, Shaylen Carroll, MZMC, Styalz Fuego                                        | 3:10     |  |
| 3.                      | «可爱·可恶 (What U Do?)»      | Shim Baek Saek | Kenzie, Ronny Svendsen, Justin Stein                                                                | 3:51     |  |
| 4.                      | «我加你等于永远 (Forever)»    | Im Heun Yeob   | Kenzie, LDN Noise, Adrian Mckinnon                                                                  | 3:51     |  |
| 5.                      | «C乐章 (Diamond)»             | Lu Yi Qiu      | Harvey Mason Jr., Michael Wyckoff, Britt Burton, Patrick «J. Que» Smith, Dewain Whitmore            | 3:31     |  |
| 6.                      | «指语 (Touch It)»             | Li Yi Xuan     | Carlos Battey, Steven Battey, David Delazyn, Chaz Mishan, Denzil «DR» Remedios, Ryan S. Jhun        | 3:30     |  |
| 7.                      | «寒噤 (Chill)»                | Yang Yo Jung   | Darius Bryant, Julien Maurice Moore, G.Soul, Tay Jasper, Otha «Vakseen» Davis III, MZMC, Droyd      | 3:08     |  |
| 8.                      | «梦回暮夜 (Walk On Memories)» | Wang Jung Un   | Justin Reinstein, Wassily Gradovsky                                                                 | 3:52     |  |
| 9.                      | «疯语者 (Going Crazy)»        | Lu Yi Qiu      | Shim Jae Won, Shaun, Wilbart «Vedo» McCoy III, Paul «Marz» Thompson, MZMC, Otha «Vakseen» Davis III |          |  |
| 31:35                   |                               |                | |          |  |

| The War: The Power of Music – Versión coreana |                                     |                                           | |          |  |
| N.º                                           | Título                              | Letras                                    | Música                                                                                              | Duración |  |
| 1.                                            | «전야 (前夜) (The Eve)»             | Hwang Yoo Bin                             | Mike Woods, Kevin White, Andrew Bazzi, MZMC, Henry, Rice n' Peas                                    | 2:56     |  |
| 2.                                            | «Power»                             |                                           | LDN Noise                                                                                           |          |  |
| 3.                                            | «Sweet Lies»                        | Chanyeol                                  | Otha «Vakseen» Davis III                                                                            |          |  |
| 4.                                            | «Ko Ko Bop»                         | Chen, Chanyeol, Baekhyun, JQ Hyun, Ji Won | Kaelyn Behr, Tay Jasper, Shaylen Carroll, MZMC, Styalz Fuego                                        | 3:10     |  |
| 5.                                            | «What U Do?»                        | Kenzie                                    | Kenzie, Ronny Svendsen, Justin Stein                                                                | 3:51     |  |
| 6.                                            | «Forever»                           | Kenzie                                    | Kenzie, LDN Noise, Adrian Mckinnon                                                                  | 3:51     |  |
| 7.                                            | «부메랑 (Boomerang)»                |                                           | |          |  |
| 8.                                            | «다이아몬드 (Diamond)»              | Jo Yoon Kyung                             | Harvey Mason Jr., Michael Wyckoff, Britt Burton, Patrick «J. Que» Smith, Dewain Whitmore            | 3:31     |  |
| 9.                                            | «너의 손짓 (Touch It)»              | Chen, Jo Yoon Kyung                       | Carlos Battey, Steven Battey, David Delazyn, Chaz Mishan, Denzil «DR» Remedios, Ryan S. Jhun        | 3:30     |  |
| 10.                                           | «소름 (Chill)»                      | Chanyeol, Seo Ji Eum                      | Darius Bryant, Julien Maurice Moore, G.Soul, Tay Jasper, Otha «Vakseen» Davis III, MZMC, Droyd      | 3:08     |  |
| 11.                                           | «기억을 걷는 밤 (Walk On Memories)» | Lee Seu Ran                               | Justin Reinstein, Wassily Gradovsky                                                                 | 3:52     |  |
| 12.                                           | «내가 미쳐 (Going Crazy)»           | JQ, Seolim                                | Shim Jae Won, Shaun, Wilbart «Vedo» McCoy III, Paul «Marz» Thompson, MZMC, Otha «Vakseen» Davis III | 3:46     |  |

| The War: The Power of Music – Versión china |                               |                | |          |  |
| N.º                                         | Título                        | Letras         | Música                                                                                              | Duración |  |
| 1.                                          | «破风 (The Eve)»              | Wang Jung Un   | Mike Woods, Kevin White, Andrew Bazzi, MZMC, Henry, Rice n' Peas                                    | 2:56     |  |
| 2.                                          | «Power»                       |                | LDN Noise                                                                                           |          |  |
| 3.                                          | «Sweet Lies»                  | Chanyeol       | Otha «Vakseen» Davis III                                                                            |          |  |
| 4.                                          | «叩叩趴 (Ko Ko Bop)»          | Shim Baek Saek | Kaelyn Behr, Tay Jasper, Shaylen Carroll, MZMC, Styalz Fuego                                        | 3:10     |  |
| 5.                                          | «可爱·可恶 (What U Do?)»      | Shim Baek Saek | Kenzie, Ronny Svendsen, Justin Stein                                                                | 3:51     |  |
| 6.                                          | «我加你等于永远 (Forever)»    | Im Heun Yeob   | Kenzie, LDN Noise, Adrian Mckinnon                                                                  | 3:51     |  |
| 7.                                          | «Boomerang»                   |                | |          |  |
| 8.                                          | «C乐章 (Diamond)»             | Lu Yi Qiu      | Harvey Mason Jr., Michael Wyckoff, Britt Burton, Patrick «J. Que» Smith, Dewain Whitmore            | 3:31     |  |
| 9.                                          | «指语 (Touch It)»             | Li Yi Xuan     | Carlos Battey, Steven Battey, David Delazyn, Chaz Mishan, Denzil «DR» Remedios, Ryan S. Jhun        | 3:30     |  |
| 10.                                         | «寒噤 (Chill)»                | Yang Yo Jung   | Darius Bryant, Julien Maurice Moore, G.Soul, Tay Jasper, Otha «Vakseen» Davis III, MZMC, Droyd      | 3:08     |  |
| 11.                                         | «梦回暮夜 (Walk On Memories)» | Wang Jung Un   | Justin Reinstein, Wassily Gradovsky                                                                 | 3:52     |  |
| 12.                                         | «疯语者 (Going Crazy)»        | Lu Yi Qiu      | Shim Jae Won, Shaun, Wilbart «Vedo» McCoy III, Paul «Marz» Thompson, MZMC, Otha «Vakseen» Davis III | 3:46     |  |

## Posicionamiento en listas
| Lista (2017)                   | Mejor posición |
| ------------------------------ | -------------- |
| (Ultratop Flandes)             | 92             |
| (Billboard Canadian Albums)    | 76             |
| (YinYueTai)                    | 1              |
| (Gaon)                         | 1              |
| (Scottish Albums Charts)       | 1              |
| (Billboard 200)                | 87             |
| (Billboard Independent Albums) | 3              |
| (Billboard World Albums)       | 1              |
| (SNEP)                         | 24             |
| (Oricon)                       | 11             |
| (Oricon Western Albums)        | 1              |
| (Billboard)                    | 11             |
| (RMNZ)                         | 4              |
| (OCC)                          | 27             |
| (Five Music)                   | 1              |

| Lista (2017)            | Mejor posición |
| ----------------------- | -------------- |
| (Gaon)                  | 1              |
| (Oricon)                | 22             |
| (Oricon Western Albums) | 1              |

The War: The Power of Music

#### Listas mensuales
| Lista (2017) | Mejor posición |
| ------------ | -------------- |
| (SNEP)       | 36             |
| (Oricon)     | 12             |

## Ventas
| País           | Ventas  |               |            |
| -------------- | ------- | ------------- | ---------- |
| País           | Ventas  | Corea del Sur | 1 079 877+ |
| Estados Unidos | 7 000+  |               |            |
| Japón          | 25 587+ |               |            |

## Premios y nominaciones

### Premios en programas musicales
| Canción     | Programa               | Fecha                    | Ref    |
| ----------- | ---------------------- | ------------------------ | ------ |
| «Ko Ko Bop» | Show Champion (MBC)    | 26 de julio de 2017      | [ 82 ] |
| «Ko Ko Bop» | Show Champion (MBC)    | 2 de agosto de 2017      | [ 83 ] |
| «Ko Ko Bop» | M! Countdown (Mnet)    | 27 de julio de 2017      | [ 84 ] |
| «Ko Ko Bop» | M! Countdown (Mnet)    | 3 de agosto de 2017      | [ 85 ] |
| «Ko Ko Bop» | M! Countdown (Mnet)    | 10 de agosto de 2017     | [ 86 ] |
| «Ko Ko Bop» | Music Bank (KBS)       | 28 de julio de 2017      | [ 87 ] |
| «Ko Ko Bop» | Music Bank (KBS)       | 4 de agosto de 2017      | [ 88 ] |
| «Ko Ko Bop» | Inkigayo (SBS)         | 30 de julio de 2017      | [ 89 ] |
| «Ko Ko Bop» | Inkigayo (SBS)         | 6 de agosto de 2017      | [ 90 ] |
| «Ko Ko Bop» | Show! Music Core (MBC) | 5 de agosto de 2017      | [ 91 ] |
| «Ko Ko Bop» | Show! Music Core (MBC) | 12 de agosto de 2017     | [ 92 ] |
| «Power»     | Show Champion (MBC)    | 13 de septiembre de 2017 | [ 93 ] |
| «Power»     | M Countdown (Mnet)     | 14 de septiembre de 2017 | [ 94 ] |
| «Power»     | Music Bank (KBS)       | 15 de septiembre de 2017 | [ 95 ] |
| «Power»     | Music Bank (KBS)       | 22 de septiembre de 2017 | [ 96 ] |
| «Power»     | Inkigayo (SBS)         | 17 de septiembre de 2017 | [ 97 ] |

## Historial de lanzamiento
| Edición                     | Región        | Fecha                   | Formato              | Distribuidor                    |
| --------------------------- | ------------- | ----------------------- | -------------------- | ------------------------------- |
| The War                     | Corea del Sur | 18 de julio de 2017     | Descarga digital     | S.M. Entertainment, Genie Music |
| The War                     | Mundo         | 18 de julio de 2017     | Descarga digital     | S.M. Entertainment              |
| The War                     | Corea del Sur | 19 de julio de 2017     | CD                   | S.M. Entertainment, Genie Music |
| The War                     | Japón         | 21 de julio de 2017     | CD                   | S.M. Entertainment              |
| The War: The Power of Music | Corea del Sur | 5 de septiembre de 2017 | Descarga digital, CD | S.M. Entertainment, Genie Music |
| The War: The Power of Music | Mundo         | 5 de septiembre de 2017 | Descarga digital, CD | S.M. Entertainment              |